# Galaktički pregled 6dF
Galaktički pregled polja od šest stupnjeva, galaktički pregled 6dF (eng. 6dF Galaxy Survey, Six-degree Field Galaxy Survey, 6dF, 6dFGS) je pregled crvenog pomaka koji je vodio Anglo-australski opservatorij (AAO) 1,2-metarskim teleskopom UK Schmidt od 2001. do 2009. godine. Podatci iz ovog pregleda objavljeni su 31. ožujka 2009. godine. Pregled je mapirao obližnji svemir preko skoro polovice neba. Njegovih 136.304 spektara urodili su s 110.256 novih izvangalaktičkih crvenih pomaka i novi katalog od 125.071 galaktike. Poduzorak od 6dF pregleda, pregled neobične brzine od 8885 galaktika mjeri galaktičke mase i ugruba kretanja.
Srpnja 2009., ovo je bio treći po veličini pregled crvenog pomaka uz Sloanov digitalni nebeski pregled (SDSS) i Pregleda galaktičkog crvenog pomaka 2dF (2dFGRS).
Pregled 6dF pokriva 17.000 deg2 južnog neba što je približno deseterostruka površina 2dFGRS-a i više od dvostrukog spektroskopskog pokrića područja Sloanovim digitalnim nebeskim pregledom.
Pregled 6dF je jedan od malo pregleda koji su dovoljno veliki da dopuštaju otkrivanje signala barionske akustične oscilacije (BAO). Niski crveni pomak 6dF-a učinio je mogući izvesti Hubbleovu konstantu H0 s nesigurnošću kompetitivnom s tehnikom daljinske ljestvice. O rezultatu je izviješteno u Beutler et al. (2011) i dat je s H0 = 67 ± 3,2 km/s/Mpc.

## Vanjske poveznice
- 6dF Galaxy Survey
- Anglo-Australian Observatory 6dF Galaxy Survey
- Sveučilište u Cape Townu  Arhivirana inačica izvorne stranice od 24. kolovoza 2017. (Wayback Machine) Mrežni atlas 6dFGS